# Pałac w Dużej Wólce
Pałac w Dużej Wólce (niem. Schloss Gross Schwein) – pałac z XVI w. we wsi Duża Wólka w powiecie polkowickim, wpisany do rejestru zabytków nieruchomych województwa dolnośląskiego.

## Historia
Zabytkowy obiekt wzniesiony jako dwór przez Georga von Puscha (1528-1572), który wziął ślub z Hedwig von Stosch (1541-1570) z Czerniny. Georg był synem Baltazara, właściciela Dużej Wólki (Gross Schwein), żonatego od 1510 z Agnieszką von Kreckwitz  z Wierzchowic (Wuerchwitz). Pałac jest częścią zespołu, w skład którego wchodzi jeszcze park.
Nad wejściem do pałacu w elewacji frontowej umieszczona jest tablica fundacyjna z datą 1570 napisem niem. Ierg von Pusch erbauet disses Haus oraz ośmioma herbami szlacheckimi z inicjałami:
- górny rząd Pusch (IERG V. PVSCH), Prittwitz (D V. PW), Talmberg (D V. TW), Glaubitz (D V. GW),
- dolny rząd: Kreckwitz (D V. KW),  Rothkirch (D V. RKW), Niebelschütz (D V. NW), Loeben (D V. LOW)[9].

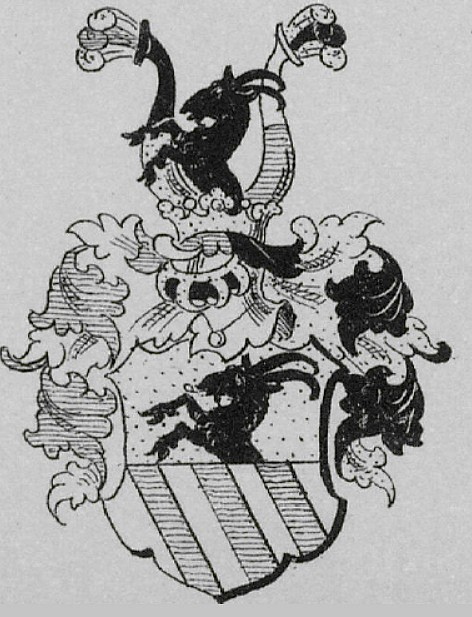
Pusch
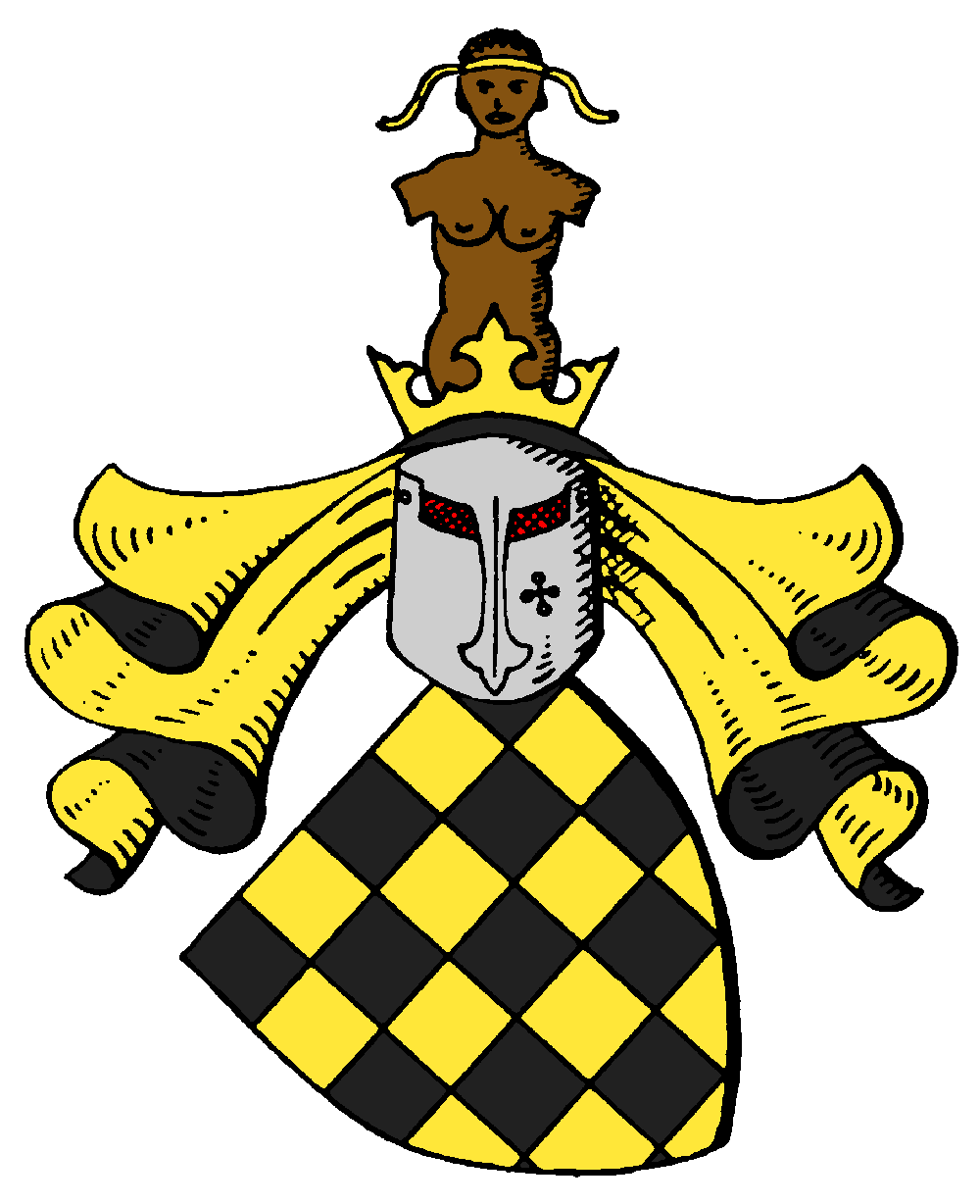
Prittwitz
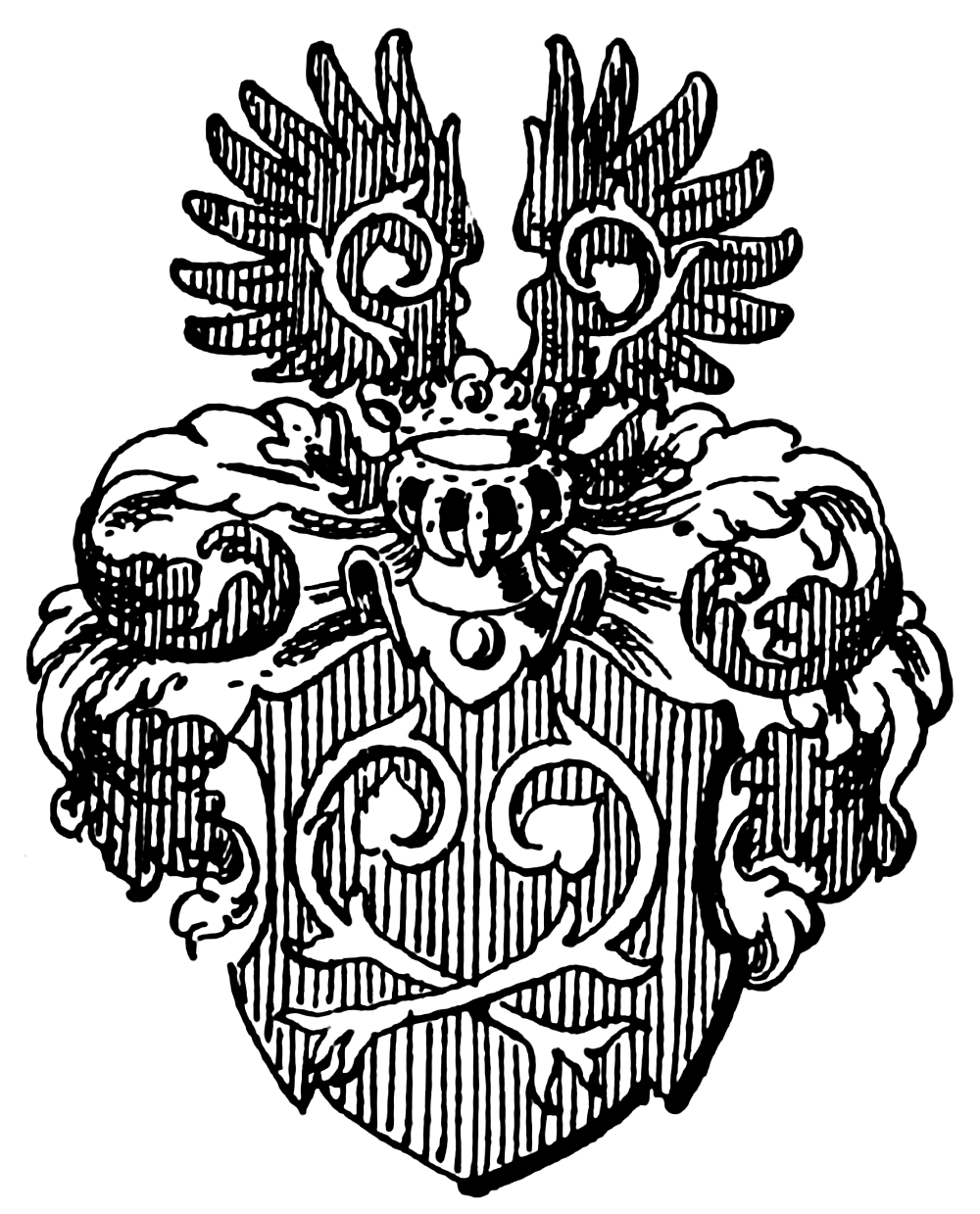
Talmberg
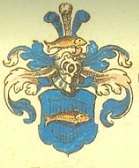
Glaubitz

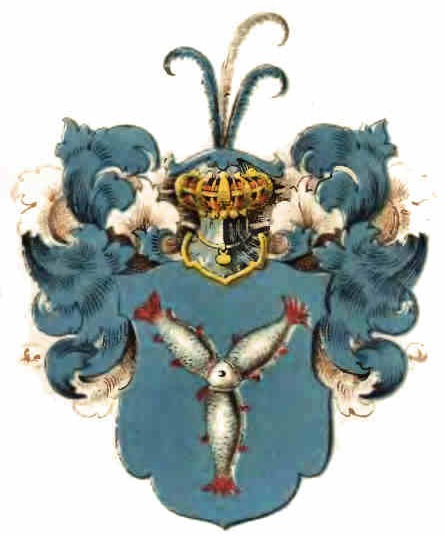
Kreckwitz
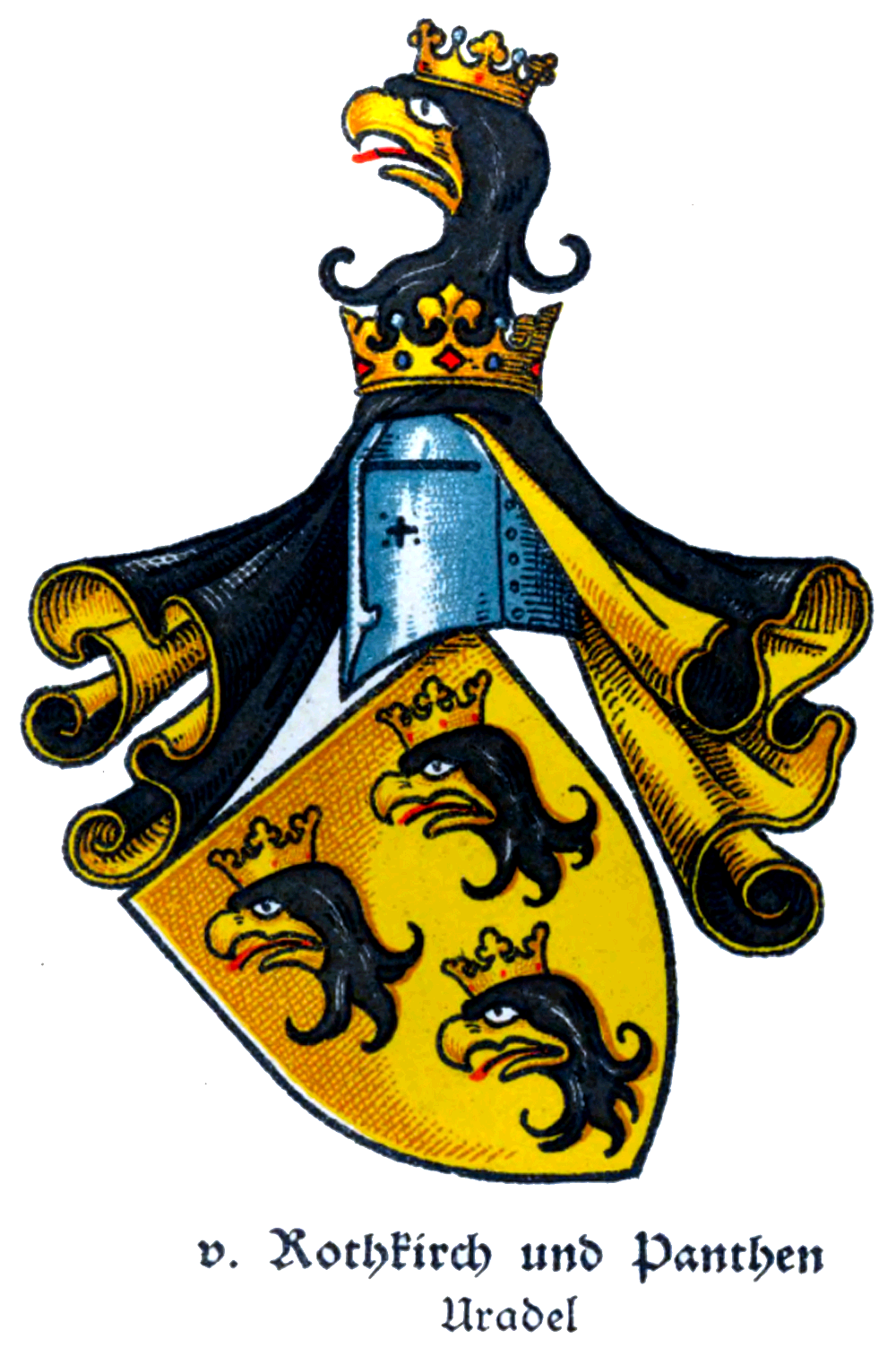
Rothkirch
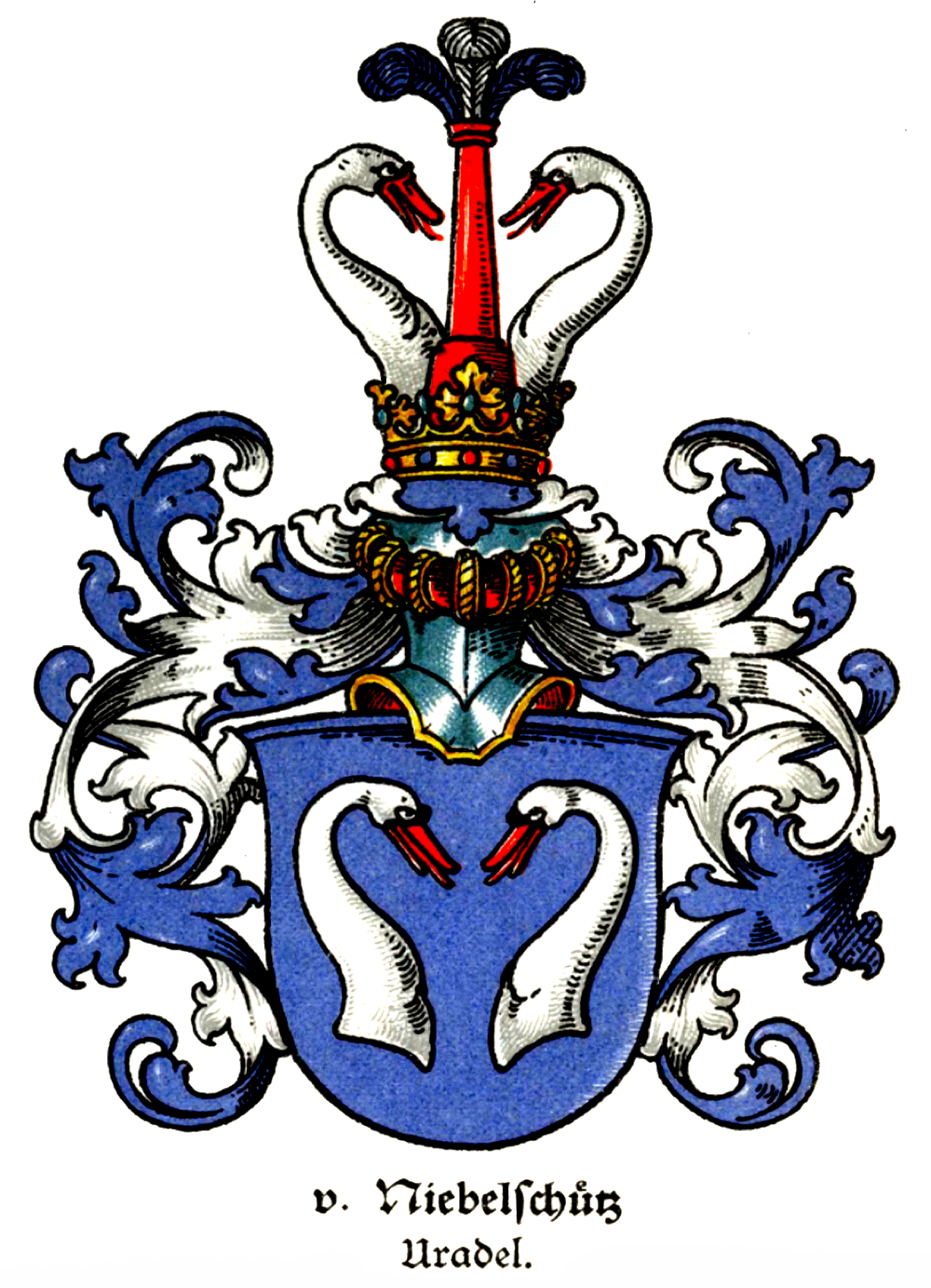
Niebelschütz
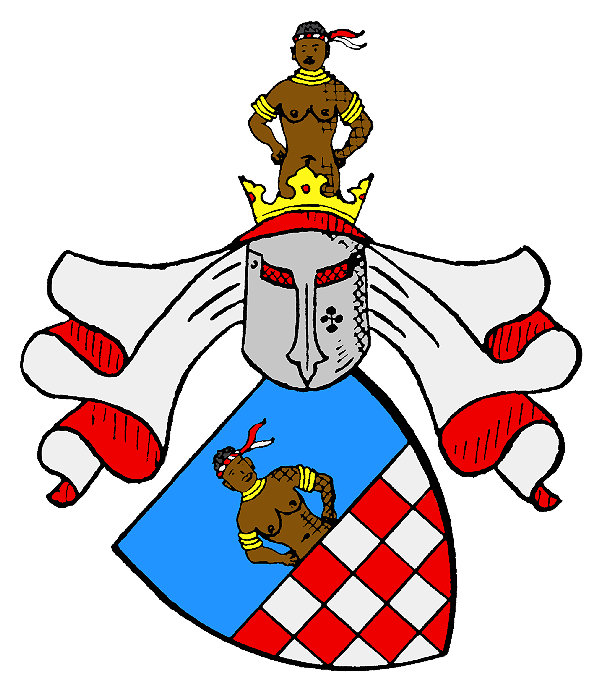
Loeben